# Siechenweiher
Der Siechenweiher ist ein Stillgewässer in der Stadt Meersburg im baden-württembergischen Bodenseekreis in Deutschland.

## Lage
Er liegt auf einer Höhe von 465 m ü. NHN, etwa 800 Meter nordöstlich der Meersburger Stadtmitte, westlich der Bundesstraße 31 und nördlich der Bundesstraße 33.

## Zu- und Abfluss
Hauptzulauf des Weihers ist der vom Neuweiher kommende und von Osten einfließende Heddelbach; der Abfluss erfolgt größtenteils verdolt zum Bodensee, damit zum Rhein und letztendlich zur Nordsee.

## Geschichte
Der „Siechenweiher“, im Mittelalter als Fischweiher angelegt, war zu Beginn der 1960er Jahre nahezu verlandet. 1967/68 wurde er entschlammt, Schilf und Gehölz im Uferbereich entfernt. Der Wasserstand wird durch einen Mönch in der Dammmitte reguliert.

Heute ist der See in Besitz des Spitalfonds Meersburg, das ihn an einen örtlichen Angelsportverein verpachtet hat.

## Seedaten und Hydrologie
Die Wasseroberfläche des „Siechenweihers“ beträgt 2,4 Hektar. Bei einer maximalen Tiefe von 2,5 Meter und einer durchschnittlichen Tiefe von 1,3 Meter ergibt sich ein Volumen von rund 31.300 Kubikmeter.
Das Einzugsgebiet des Weihers – zehn Prozent werden von der Wald-, 75 % von der Landwirtschaft genutzt, davon wiederum 22 % als Grün-, 35 % als Ackerland sowie 43 % für Obst- und Weinanbau – umfasst 227 Hektar.

## Ökologie
Seit 2000 sind Meersburg, Daisendorf und Stetten (beide nur Einzugsgebiet) mit dem „Siechenweiher“ am Aktionsprogramm zur Sanierung oberschwäbischer Seen beteiligt. Ein wichtiges Ziel dieses Programms ist, Nährstoffeinträge in Bäche, Seen und Weiher zu verringern und die Gewässer dadurch in ihrem Zustand zu verbessern und zu erhalten.
| Jahr                                     | 2000  | 2001  | 2007  | 2011  | 2015  | 2020  |
| Gesamt PO4-Phosphor (µg/l)               | 77,00 | 85,00 | 78,00 | 82,00 | 58,00 | 71,00 |
| Chlorophyll a (µg/l)                     | 25,00 | 35,00 | 48,00 | 46,00 |       |       |
| Chlorophyll a-Spitze (µg/l)              | 59,00 | 68,00 | 82,00 | 94,00 |       |       |
| anorganischer Gesamt-Stickstoff a (mg/l) |       | 0,61  | 0,78  | 0,31  |       |       |
| Sichttiefe (m)                           | 0,70  | 0,70  | 0,60  | 0,70  |       |       |
| Trophiestufe                             |       |       |       |       |       | p2    |

### Flora und Fauna
Der „Siechenweiher“ ist unter anderem mit Aal, Flussbarsch, Hecht, Karausche, Rotauge, Schuppenkarpfen und Zander besetzt.